# Левій I Єрусалимський
Левій Єрусалимський — єврейський християнський єпископ Єрусалиму у ІІ столітті.
За словами церковного історика Євсевія Кесарійського, було п'ятнадцять єпископів Єрусалиму, всі євреї-християни, які керували церквою в Єрусалимі аж до повстання Бар-Кохби, і він був 12-м у цьому списку. Євсевій не вказує точних дат його єпископства, хоча це було між 124 і 135 роками нашої ери.
Цей єпископ також згадується в апокрифічному Посланні Якова до Квадрата і праці Єпіфанія Саламінського.
Деякі вчені припускають, що він був не єпископом, а радше пресвітером, який допомагав Якову Першому єпископу, хоча таке твердження спірне.